# 猶他亞口魚
猶他亞口魚為輻鰭魚綱鯉形目亞口魚科的其中一種，為溫帶淡水魚，分布於北美洲美國蛇河和邦納維爾湖流域（位於懷俄明州、猶他州及愛達荷州境內）。體細長，頭部至背鰭之間略高，口下位，唇厚呈吸盤狀，體上半部為黑色，並散佈淺色斑點，腹部白色，臀鰭軟條7枚、背鰭軟條13枚，體長可達65公分，主要棲息在沙質、礫石底質、有植被生長的溪流和湖泊，由於棲息地受到汙染破壞，族群數量逐漸減少。